# Francisco Magalhães Barbosa
Francisco Magalhães Barbosa, conhecido como Zé Pinto (Fortaleza, 28 de setembro de 1925) é um escultor brasileiro.

## Primeiros anos
Filho de Antônio de Freitas Barbosa e dona Maria Magalhães Barbosa, mais tarde viria a se casar com Maria Zenor Cassiano Barbosa, tendo com ela 11 filhos.
Zé Pinto entrou no mundo das artes plásticas já um pouco tarde. Aos 50 anos de idade, ainda era apenas um "marchand" encarregado de vender os trabalhos executados por seus filhos que, desde muito cedo, já se dedicavam à confecção de belas peças produzidas a partir de diversos materiais. Eram quadros com paisagem variadas, além de pescadores, rendeiras e jangadas confeccionadas a partir de cascas de coco, fio elétrico e couro, artefatos que eram negociados por Zé Pinto em várias partes de Fortaleza. Os meninos cresceram, tomaram novos rumos e se formaram em cursos superiores.

## Meia-idade
Zé Pinto, menino que na infância produzia seus próprios brinquedos, resolveu ser escultor diferente dos que havia até então. Escolheu o ferro-velho como matéria-prima para suas esculturas.
Garimpador de ferro velho, transformava em arte alumínio amassado, pregos envergados, mola desforme. Em uma de suas obras mais conhecidas, O Assalto, juntou uma bomba de gasolina e duas mangueiras travestidas simbolicamente de armas. Uma sátira sempre atual ao aumento do combustível. Para expor o trabalho, Zé Pinto reinventou a galeria. Derrubou muros e socializou a arte em espaços ao ar livre. Em 1975, Zé Pinto expôs no canteiro central da Avenida Bezerra de Menezes (Fortaleza-CE) uma escultura do cantor Luiz Gonzaga, confeccionada a partir de pára-choques, parafusos e outras sucatas de carro. Na década de 1980, quando o álcool veio como promessa para substituir a gasolina e que tinha toda aquela discussão, Zé Pinto pegou um fusca e colocou na placa a inscrição "coma alcoólica". Espirituoso, Zé Pinto batizou de Pintódromo o canteiro que funcionou como a vitrine de suas obras.
O sucesso chegou rapidamente. Inicialmente, as criações de Zé Pinto foram expostas nos museus, praças, prédios e ruas de Fortaleza, para rapidamente transpor as fronteiras do Ceará, do Nordeste e do Brasil. Sua produção artística pode ser encontrada em museus de Portugal e do Vaticano, além de figuras em acervos particulares nas cidade de Frankfurt e Colônia, na Alemanha, bem como em Nova York e New Hampshire, nos Estados Unidos.
Ele parou de produzir em 1996, ano da morte de sua esposa, dona Zenor.

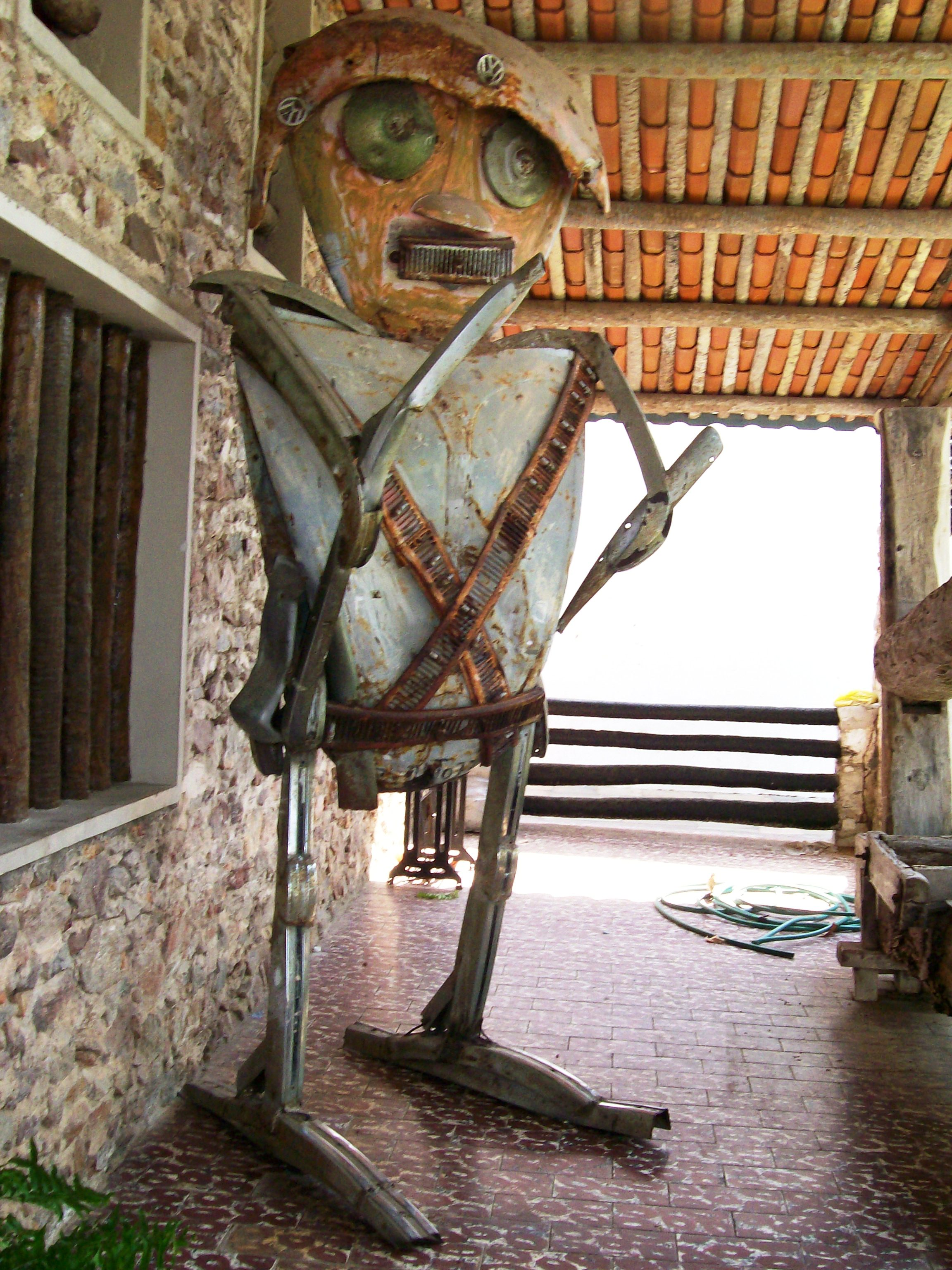

Algumas obras: